# Ситрик I (король Дублина)
Ситрик I (также Ситрик мак Имар и Сигтригг Иваррссон; др.-сканд. Sigtryggr Ívarrsson, гэльск. Sitriuc mac Ímair; убит в 896) — король Дублина из династии Уи Имар (888—896), один из сыновей дублинского короля Ивара (Имара) (умер в 873), основателя династии Уи Имар (дом Ивара).

## Биография
В 888 году после смерти своего брата Сигфрита Ситрик унаследовал королевский престол в Дублине. Во время правления Ситрика, как и в предыдущее десятилетие до него, Дублинское королевство было ослаблено внутренними раздорами и династической борьбой за власть. Король Сигфрит был убит неназванным родственником из рода Уи Имар. Несмотря на междоусобицы, дублинские викинги успешно воевали против Лейнстера и Южных Уи Нейллов. В 893 году против короля Ситрика выступил ярл Сигфрит, претендовавший на королевский трон. Затем Ситрик участвовал в военных кампаниях в Англии и вернулся в Дублин в следующем 894 году.
В 896 году дублинский король Ситрик Иваррссон был убит викингами. Его смерть совпала с гибелью двух других видных викингов, Глунтрадна, сына Глуниаранна, и Амлайба, внука Ивара. Возможно, что преемником Ситрика стал Глуниаранн.

## Семья
Ситрик Иваррссон был сыном дублинского короля Ивара I и, по крайней мере, имел двух братьев Барида (умер в [881) и Сигфрита (умер в 888), каждый из которых занимал дублинский королевский престол. По мнению ряда исследователей, Ивар идентичен Ивару Бескостному, викингскому лидеру и командиру «Великой армии язычников», которая вторглась в Британию в 865 году. Согласно сагам, Ивар Бескостный был одним из сыновей знаменитого датского конунга Рагнара Лодброка. Братья Ивара были Бьёрн Железнобокий, Хальфдан, Сигурд Змееглазый и Убба. Дублинский король Ивар (Имар), по крайней мере, имел пять внуков, Рагналла, Ивара, Ситрика Каоха, Амлайба и Гофрайда, но их родители не идентифицированы, поэтому невозможно сказать, кто из них был сыном Ситрика Иваррссона.